# Klaus Stadtmüller
Klaus Stadtmüller (geboren 12. Dezember 1941 in Honnef am Rhein; gestorben 9. März 2021 in Kapstadt, Republik Südafrika) war ein deutscher Jurist und Schriftsteller. Er galt als Experte zu Kurt Schwitters.

## Leben
Klaus Stadtmüller lebte zeitweilig in Bonn, Bergen in Norwegen sowie in Göttingen, bevor er 1972 nach Hannover übersiedelte. Dort war er von 1995 bis 2012 Redakteur der kritischen Literatur- und  Kunstzeitschrift die horen und arbeitete intensiv über den Merz-Künstler Kurt Schwitters. Von 1987 bis 1991 war er einer der Herausgeber des Kurt-Schwitters-Almanachs. Ab 2001 war er Mitglied des Kuratoriums der Kurt und Ernst Schwitters Stiftung.

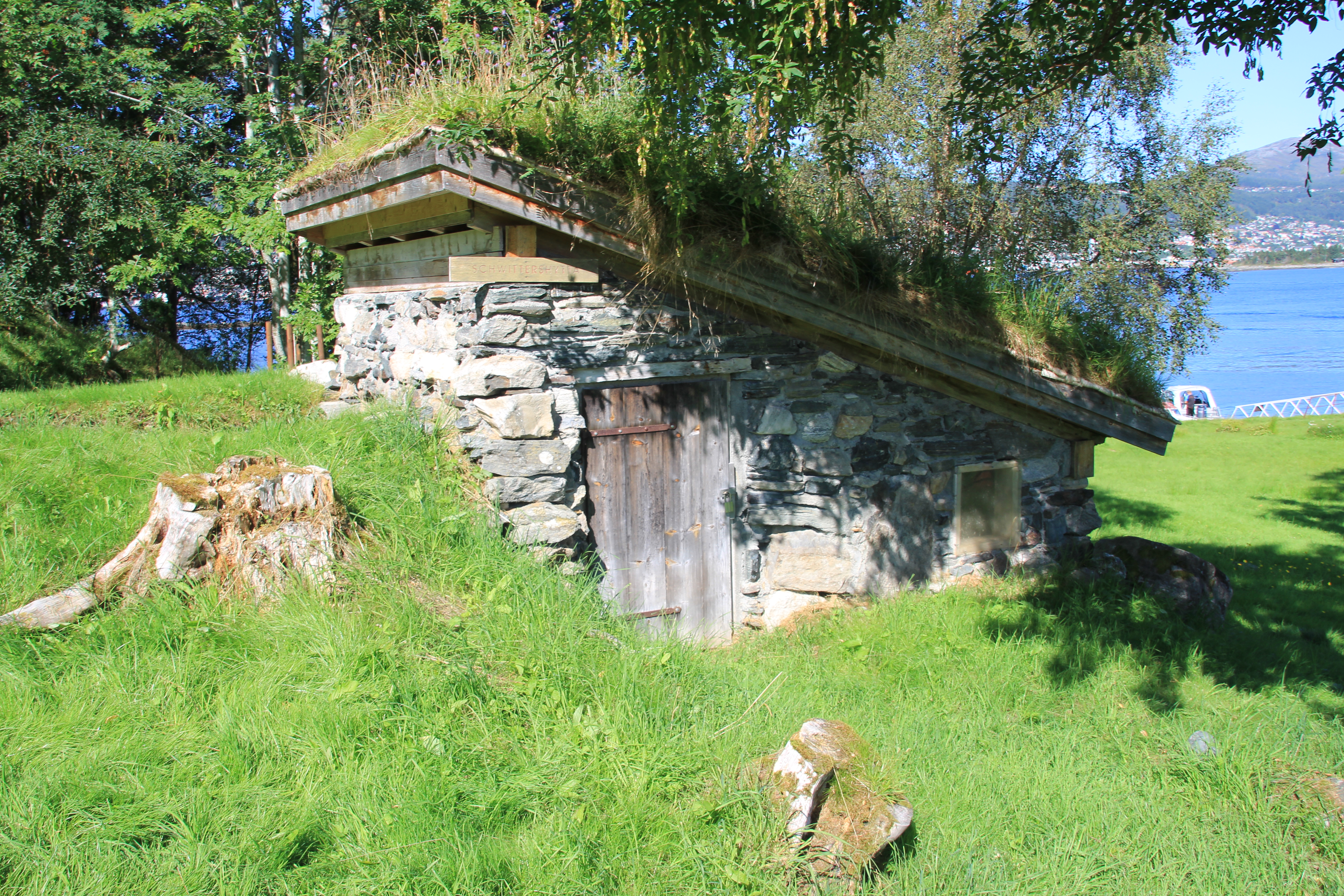
Der auf der Insel Hjertøya in Norwegen von Kurt Schwitters zum zweiten Merzbau umgestaltete Ziegenstall

Stadtmüller begleitete den NDR-Kameramann Walter F. Gelinski während der auf der Insel Hjertøya gedrehten Fernsehdokumentation Exellenz Kurt Schwitters – Fürst von Hjertøya anlässlich der Wieder-Auffindung des Zweiten Merzbaus, den Schwitters in der Zeit seines norwegischen Exils errichtet hatte.
Unterdessen hatte Stadtmüller, der auch als Herausgeber fungierte, ab 1975 Lyrik, Kurzprosa, dramatische Texte, Glossen, Kritiken, typografische Arbeiten, Stempeltexte und -Bilder sowie Buchobjekte publiziert.
Nach Aufenthalten in Kapstadt, in Buenos Aires und Singapur lebte Stadtmüller  einige Jahre in Frankreich, bevor er später nach Kapstadt ging, wo er 2021 starb.

## Auszeichnungen
- Künstlerstipendium des Landes Niedersachsen: 1985 und 1993

## Schriften (Auswahl)
- Versuche zur Herstellung von Wirklichkeit. Postskriptum-Verlagsgesellschaft, Hannover 1979, ISBN 3-922382-07-X.
- Querstrasse. Eine Reportage. Postskriptum-Verlag, Hannover 1982, ISBN 3-922382-14-2.
- Vom Lauf der Nase & der Welt. Textbilder, gestempelt & für wichtig befunden von Klaus Stadtmüller. in 200 numerierten Exemplaren von Hand gedruckt. Librist, Uetze 1985, ISBN 3-921898-11-0.
- Weil Siggis Hamster Fridolin ... (= Boje-Leseschiff). 1. Auflage, Boje-Verlag, Erlangen 1987, ISBN 3-414-83572-X.
- Und himmelhoch Schatten und ... 234 Bemühungen, das Wesentliche festzuhalten. Postskriptum, Hannover 1988, ISBN 3-922382-38-X.
- Dramen. Mit Stempelbildern des Autors. (= Reihe Dachziegel. Nr. 14). Edition Dachziegel, Neustadt-Dudensen 1995
- Hans Karl, Klaus Stadtmüller: Hans Karl. Klaus Stadtmüller. (= Kunst der Gegenwart aus Niedersachsen. Bd. 48). Bildband. Schäfer, Hannover ca. 1995, ISBN 3-88746-349-8.
- Klaus Stadtmüller, Niedersächsische Lottostiftung (Hrsg.): Schwitters in Norwegen. Arbeiten, Dokumente, Ansichten. Postskriptum, Hannover 1997, ISBN 3-922382-73-8.
- Klaus Stadtmüller (Hrsg.), Santu Mofokeng (Fotos): Alte Wunden – neue Zeiten. Stimmen aus Südafrika – 10 Jahre nach der Apartheid. Township-Geschichten. (= Die Horen. Nr. 215 = Jg. 49, Bd. 3). Anthologie, 1. Auflage. Edition Die Horen beim Wirtschaftsverlag NW, Verlag für Neue Wissenschaft, Bremerhaven 2004, ISBN 3-86509-191-1.
- Klaus Stadtmüller, Johann P. Tammen (Bearb.): Die Wörter und ihr Ort. Von der (Un)gewissheit einer Heimat. (= Die Horen. Nr. 233 = Jg. 54, Bd. 1). mit einer Foto-Serie: Borges als Filmheld & Zeichnungen von Julieta Fradkin. Edition Die Horen im Wirtschaftsverlag NW, Verlag für Neue Wissenschaft, Bremerhaven 2009, ISBN 978-3-86509-902-0.
- Frischmisch. Liedgut reloaded. 1. Auflage. Logo-Verlag Erfurth, Obernburg am Main 2012, ISBN 978-3-939462-21-7.